# Poco Lena
Poco Lena (* 1949; † 1968) war eine herausragende Cutting-Stute und Mutter der beiden berühmten Cutting-Quarter Horses und Zuchthengste Doc O'Lena und Dry Doc.

## Leben
Poco Lena wurde 1949 aus der Sheilwin gezogen. Sie stammt sowohl mütterlicherseits als auch väterlicherseits von Peter McCue ab.
Poco Lena gewann die AQHA Championship, einen Superior Cutting Horse Award und einen Superior Halter Horse Award. Sie gewann zudem das AQHA High Point Cutting Horse in den Jahren 1959, 1960 und 1961. Poco Lena wurde 1991 als erste Stute in die AQHA Hall of Fame aufgenommen.
Bei der National Cutting Horse Association (NCHA) erreichte sie eine Gewinnsumme von 99.819 US-Dollar. Sie erhielt ein Certificate of Ability sowie einen Bronze- und einen Silber-Award der NCHA und wurde in die NCHA Hall of Fame aufgenommen.
Ende 1961 bekam Poco Lena eine Hufrehe, erholte sich aber gut und war wieder erfolgreich, als im Oktober 1962 ihr Besitzer B. A. Skipper bei einem Flugzeugabsturz ums Leben kam. In der darauf folgenden Verwirrung wurde sie vier Tage lang ohne Nahrung und Wasser in einem Transporter vergessen. Davon bekam sie erneut eine Hufrehe, die ihre Sportlaufbahn endgültig beendete.

## Zuchtlaufbahn
Nach ihrer Sportlaufbahn kam Poco Lena in Zucht und begründete eine Zuchtlinie. Von Doc Bar brachte sie zwei erfolgreiche Fohlen zur Welt, Doc O’Lena (1967) und Dry Doc (1968), die beide jeweils die NCHA Cutting Futurity gewannen. Doc O’Lena wurde ebenfalls in die AQHA Hall of Fame aufgenommen und war Vater des Hengstes Smart Little Lena, der seinerseits den Zuchthengst Smart Chic Olena hervorbrachte.
Smart Chic Olena erreichte 1999 den Status eines NRHA One Million Dollar Sire, was bedeutet, dass seine direkten Nachkommen mit Preisgeldern mehr als 1 Mio. $ bei NRHA-Turnieren verdient haben. Gina-Maria Bethkes erfolgreicher, 2016 geborener, Fuchshengst Gunnastepya stammt über seinen Urgroßvater, Smart Chic Olena von Poco Lena ab.
Poco Lena starb am 16. Dezember 1968.